# Wells Goodykoontz
Wells Goodykoontz (* 3. Juni 1872 bei Newbern, Pulaski County, Virginia; † 2. März 1944 in Cincinnati, Ohio) war ein US-amerikanischer Politiker. Zwischen 1919 und 1923 vertrat er den fünften Wahlbezirk des Bundesstaates West Virginia im US-Repräsentantenhaus. Die Familie Goodykoontz stammt aus Haiterbach im Schwarzwald. Der Familienname war ursprünglich Gutekunst. Nach der Auswanderung in die Vereinigten Staaten von Amerika wurde der Name mit deutscher Phonetik ins Amerikanische übertragen.

## Werdegang
Nach einer privaten Grundschulausbildung besuchte Goodykoontz die Oxford Academy in Floyd (Virginia). Nach einem Jurastudium an der Washington and Lee University in Lexington und seiner im Jahr 1893 erfolgten Zulassung als Rechtsanwalt begann er in Williamson (West Virginia) in seinem neuen Beruf zu arbeiten. Goodykoontz stieg außerdem in das Bankgeschäft ein.
Politisch wurde er Mitglied der Republikanischen Partei. Zwischen 1911 und 1912 saß er im Abgeordnetenhaus von West Virginia; zwischen 1914 und 1918 gehörte er dem Staatssenat an, dessen Präsident er auch wurde. In dieser Eigenschaft nahm er zwischen 1917 und 1918 vertretungsweise die Aufgaben des Vizegouverneurs wahr. Zur gleichen Zeit war er Präsident der Anwaltskammer von West Virginia. Während des Ersten Weltkrieges war Goodykoontz Vorsitzender des juristischen Beraterausschusses für den Staat West Virginia.
1918 wurde er im fünften Distrikt von West Virginia in das US-Repräsentantenhaus in Washington, D.C. gewählt, wo er am 4. März 1919 die Nachfolge von Edward Cooper antrat. Nach einer Wiederwahl im Jahr 1920 konnte er bis zum 3. März 1923 zwei Legislaturperioden im Kongress absolvieren. In diese Zeit fielen unter anderem die Einführung des bundesweiten Frauenwahlrechts und das Prohibitionsgesetz. Bei den Wahlen des Jahres 1922 unterlag Goodykoontz dem Demokraten Thomas Jefferson Lilly. Nach seiner Zeit im Kongress arbeitete er wieder als Anwalt in Williamson und widmete sich seinen privaten Geschäften im Bankwesen. Wells Goodykoontz starb am 2. März 1944 in Cincinnati und wurde in Williamson beigesetzt.